# John Paine
John Paine (Boston, 8 de abril de 1870 - Weston, 2 de agosto de 1951) fue un tirador norteamericano que compitió en los Juegos Olímpicos de Atenas 1896.

## Atenas 1896
Paine se había inscrito en los tres eventos de pistola que se llevaron a cabo en el programa de tiro de los juegos olímpicos de Atenas 1896, pero solo compitió en uno de ellos. Junto a su hermano Sumner, fueron descalificados en el evento de pistola rápida por no tener sus armas el calibre apropiado. Los hermanos Paine, usaban pistolas Colt, que eran muy superiores a las pistolas militares que utilizaban el resto de los competidores, por lo que John pudo ganar con bastante facilidad obteniendo un puntaje de 442 puntos y acertando 25 de los 30 disparos que tenía. Sumner no estuvo muy lejos: obtuvo 380 puntos en 23 aciertos; los demás quedaron muy lejos, hasta el punto de que el tercero finalizó con 205 puntos.
Paine decidió no competir en el evento de pistola libre, por dos motivos: para darle la oportunidad a su hermano de obtener una presea dorada, y para no molestar a los anfitriones griegos.